# Avenue de Pologne
L'avenue de Pologne est une voie du 16e arrondissement de Paris, en France.

## Situation et accès

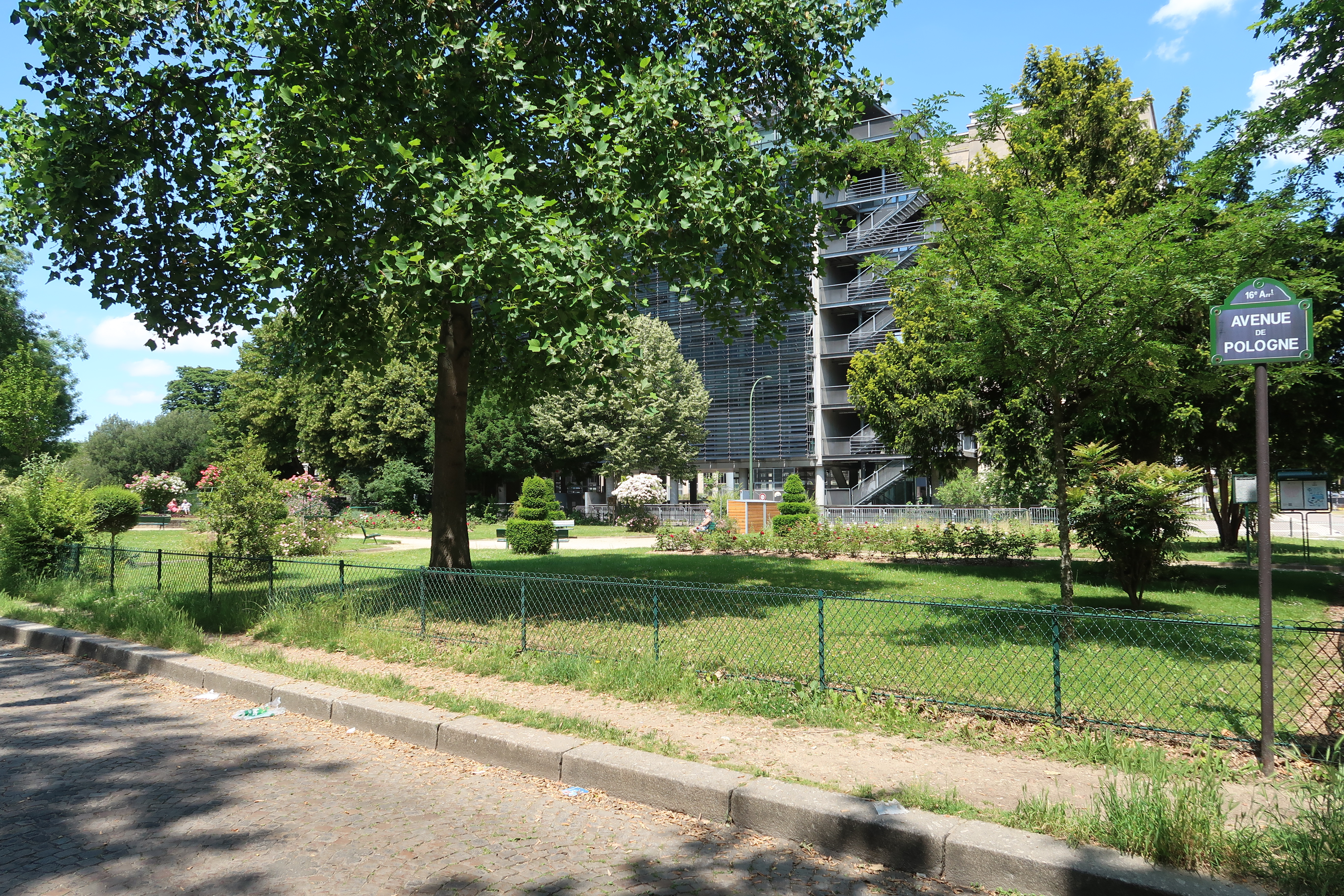
Le square Robert-Schuman, qui longe l'avenue de Pologne.

L’avenue de Pologne est une voie publique située dans le 16e arrondissement de Paris. Elle débute boulevard Lannes et se termine avenue du Maréchal-Fayolle.
L’avenue de Pologne comporte un terre-plein central constituant le square Robert-Schuman.

## Origine du nom
Elle porte le nom de la Pologne, pays d'Europe.

## Historique
Cette rue est ouverte et prend sa dénomination actuelle par un arrêté du 11 août 1930, sur l'emplacement du bastion no 55 de l'enceinte de Thiers.
En février 2025, le Conseil de Paris divise l'avenue en deux : le côté impair de l’avenue de Pologne prend le nom d'avenue Alexeï-Navalny.

## Bâtiments remarquables et lieux de mémoire
- Square Robert-Schuman
- Square du Général-Anselin
- Université Paris-Dauphine
- Piscine Henry-de-Montherlant
- Bois de Boulogne